# شروق الشمس (فلم)
شروق الشمس (بالإنجليزية: Rising Sun) هو فيلم جريمة إثارة أمريكي من إخراج فيليب كوفمان وبطولة ويسلي سنايبس، هارفي كيتل وكاري-هيرويوكي تاغاوا، صدر الفيلم في 30 يوليو 1993.

## الإنتاج
حصل مايكل كريشتون على مليون دولار مقابل حقوق تصوير روايته، كما تم إلحاقه بكتابة السيناريو إلى جانب مايكل باكس. بعد تقديم مسودة مخلصة، طلب استوديو 20th Century Fox إعادة الكتابة. ثم دخل كريشتون في نزاعات مع المخرج فيليب كوفمان، الذي طلب إعادة كتابة خمس منفصلة. لم يكن كرايتون أيضًا مؤيدًا لقرار كوفمان وجو روث بإلقاء نظرة على الممثل الأمريكي ويسلي سنايبس باعتباره بطل الرواية، وبالتالي تغيير سباق الشخصية من القوقاز إلى الأمريكيين من أصل أفريقي. قال كريشتون: "في فيلم عن العلاقات الأمريكية اليابانية، إذا قمت باختيار شخص أسود، فإنك تقدم جانبًا آخر بسبب التوتر بين السود واليابانيين.
استلم كوفمان بتولي مهام الكتابة، كما قام ديفيد ماميت أيضًا بتسليم المسودة. حاول كوفمان الحصول على اعتماد وحيد لكاتب السيناريو، لكن تحكيم نقابة الكتاب قرر أن مساهماته لم تكن كافية لحرمان كريشتون وباكس من الاعتماد. نظرًا لأن كوفمان كان يميل إلى الأفلام الطويلة، فقد جعله فوكس ملزمًا تعاقديًا بتسليم فيلم مدته ساعتان، مع تأخير التحرير مما أدى إلى دفع تاريخ إصدار الفيلم إلى الأمام.
تم تصوير فيلم Rising Sun بالكامل في لوس أنجلوس، كاليفورنيا.

## روابط خارجية
مقالات تستعمل روابط فنية بلا صلة مع ويكي بيانات